# Kriemhild Hamann
Kriemhild Hamann (* 1997 in Dresden) ist eine deutsche Schauspielerin.
Kriemhild Hamann studierte von 2017 bis 2020 Schauspiel an der Hochschule für Musik und Theater „Felix Mendelssohn Bartholdy“ Leipzig. Danach war sie bis 2024 Ensemblemitglied am Staatsschauspiel Dresden, wo sie bereits seit 2010 regelmäßig in Jugendproduktionen zu sehen war. 2025 spielte sie Kriemhild bei den Wormser Nibelungen-Festspielen und ist seitdem bei den Bühnen Bern engagiert.

## Theater (Auswahl)
- 2025: Zwei Blumen im Winter in Bern
- 2025: See aus Asche - Das Lied der Nibelungen (Kriemhild) bei den Nibelungenfestspielen Worms
- 2023: Ajax (Eurysakes) in Dresden
- 2022: Der Alchimist (Marie-Pierre Robert) in Dresden
- 2022: Wallenstein (Thekla) in Dresden
- 2021: King Lear (Cordelia) in Dresden
- 2021: Alice (Alice) in Dresden
- 2020: Der Zauberberg (Clawdia Chauchat) in Dresden

## Filmografie (Auswahl)
- 2025: Die Vorkosterinnen
- 2018: Zwischen uns die Mauer